# Crupina
Crupina is een geslacht uit de composietenfamilie (Asteraceae). De soorten komen voor in het Middellandse Zeegebied en Azië. 

## Soorten
- Crupina crupinastrum (Moris) Vis.
- Crupina intermedia (Mutel) Walp.
- Crupina pseudocrupina (Mutel) Walp.
- Crupina strum (Moris) Vis.
- Crupina vulgaris Pers. ex Cass.